# Petronell-Carnuntum
Petronell-Carnuntum is een gemeente in de Oostenrijkse deelstaat Neder-Oostenrijk, gelegen in het district Bruck an der Leitha. De gemeente heeft ongeveer 1200 inwoners.

## Geografie
Petronell-Carnuntum heeft een oppervlakte van 25,36 km². Het ligt in het noordoosten van het land, in de buurt van de grens met Slowakije en het Burgenland.
Au am Leithaberge · Bad Deutsch-Altenburg · Berg · Bruck an der Leitha · Enzersdorf an der Fischa · Göttlesbrunn-Arbesthal · Götzendorf an der Leitha · Hainburg an der Donau · Haslau-Maria Ellend · Hof am Leithaberge · Höflein · Hundsheim · Mannersdorf am Leithagebirge · Petronell-Carnuntum · Prellenkirchen · Rohrau · Scharndorf · Sommerein · Trautmannsdorf an der Leitha · Wolfsthal
- Gemeinsame Normdatei: 4262241-4
- Library of Congress Control Number: n85012383
- Nationale Bibliotheek van Tsjechië: ge541744
- Nationale Bibliotheek van Israël: 987007562214405171
- Virtual International Authority File: 129063625
- WorldCat: E39PBJgXftGrj3jTJxvBHVgHYP